# Razac-sur-l'Isle
Razac-sur-l'Isle é uma comuna francesa na região administrativa da Nova Aquitânia, no departamento Dordonha. Estende-se por uma área de 14,27 km². Em 2010 a comuna tinha 2 436 habitantes (densidade: 170,7 hab./km²).